# Senza pietà (album)
Senza pietà è un album della cantante italiana Anna Oxa, pubblicato dall'etichetta Sony all'inizio del 1999, la cui title track, Senza pietà, estratta come secondo singolo, ha vinto il Festival di Sanremo 1999 (prima vittoria della manifestazione per la Oxa come solista, dopo quella di dieci anni prima con Ti lascerò, interpretata in duetto con Fausto Leali).

## Il disco
L'album, uno dei più venduti nella discografia della cantante (raggiunge la quinta posizione in classifica), è stato anticipato dal singolo Come dirsi ciao, pubblicato poco prima del Festival, e seguìto da un terzo estratto, Camminando camminando, promosso invece in estate, con cui la Oxa ha partecipato al Festivalbar, insieme a Chayanne, che duetta con lei nella versione in italiano/spagnolo del brano (Caminando caminando). L'album contiene la canzone sia nella versione originale in italiano che in quella bilingue, quest'ultima posta in chiusura e preceduta da un pezzo intitolato Don't Cry, Sweet Love, che, nonostante il titolo in inglese («Non piangere, dolce amore»), è interamente cantato in lingua italiana.
Il disco include anche un brano che affronta la tematica dell'omosessualità femminile, intitolato Che cosa dire di te. Tra i pezzi più conosciuti, oltre ai singoli, da segnalare il brano di apertura, Le stagioni dei disinganni, ripubblicato a chiusura di una raccolta della Sony BMG, Le più belle di... (nella quale compaiono i brani Fammi ridere un po' ed il lato B dello stesso singolo, Ed Anna pensò, che fino ad allora non avevano mai trovato posto in nessuna compilation della Oxa, in nessun formato).
Dopo il lungo sodalizio artistico e sentimentale con Gianni Belleno dei New Trolls (da cui la cantante ha avuto due figli, Francesca e Qazim), iniziato dal vivo con il doppio Oxa - Live con i New Trolls del 1990 e in studio con il long playing Di questa vita del 1992, l'album del 1999 è il primo lavoro di Anna Oxa a presentare un nuovo team di collaboratori. Non a caso, seguendo le orme del singolo Storie, in gara al Festival di Sanremo 1997 (2º posto) e poi unico inedito della sua seconda raccolta ufficiale, Storie - I miei più grandi successi, il primo singolo estratto dal nuovo disco, Come dirsi ciao, pare alludere proprio a questa separazione, all'epoca piuttosto recente (di fatto, avvenuta poco prima l'uscita di Storie, il cui testo tratta appunto di storie d'amore finite).

## Tracce
CD (Columbia 489819 2 (Sony)
1. Le stagioni dei disinganni – 4:43 (testo: Alberto Salerno – musica: Fio Zanotti e Gianni Belleno)
2. Verrai – 4:52 (testo: Alberto Salerno – musica: Claudio Guidetti e Fio Zanotti)
3. Senza pietà – 4:43 (testo: Alberto Salerno – musica: Claudio Guidetti)
4. Chissà – 4:48 (testo: Kaballà – musica: Fio Zanotti e Gianni Belleno)
5. Camminando, camminando – 5:02 (testo: Alberto Salerno – musica: Fio Zanotti e Gianni Belleno)
6. Luci e ombre – 4:37 (testo: Alberto Salerno – musica: Fio Zanotti e Gianni Belleno)
7. Come dirsi ciao – 5:21 (testo: Alberto Salerno – musica: Claudio Guidetti e Fio Zanotti)
8. Che cosa dire di te – 5:08 (Davide Scudieri)
9. Il Dio della luna – 4:26 (testo: Alberto Salerno – musica: Fio Zanotti e Gianni Belleno)
10. Don't Cry, Sweet Love – 5:12 (testo: Alberto Salerno – musica: Fio Zanotti e Gianni Belleno)
11. Camminando, camminando – 5:02 – duetto con Chayanne

## Formazione
- Anna Oxa – voce, cori
- Paolo Costa – basso, contrabbasso
- Lele Melotti – batteria
- Fio Zanotti – pianoforte, programmazione, sintetizzatore, tastiera
- Remo Righetti – programmazione
- Francesco Grant – chitarra classica
- Max Costa – programmazione
- Paolo Gianolio – chitarra acustica, chitarra elettrica
- Cesare Chiodo – basso
- Samuele Dessì – chitarra acustica, programmazione, chitarra elettrica
- Ernesttico Rodriguez – percussioni
- Phil Palmer – chitarra acustica, chitarra elettrica
- Emilio Soana – tromba
- Daniele Giardina – tromba
- Massimo Zanotti – trombone
- Sandro Comini – trombone
- Amedeo Bianchi – sax
- Claudio Pascoli – sax
- Gisella Cozzo, Lalla Francia, Giulia Fasolino, Paul Rosette, Feiez, Stefano Bozzetti, Moreno Ferrara, Silvio Pozzoli – cori

## Promozione

### Singoli
- Come dirsi ciao
- Senza pietà
- Camminando camminando/Caminando caminando (a seconda dei paesi)[3]
- Il Dio della luna

### Videoclip
- Senza pietà
- Camminando camminando

## Classifiche

### Classifiche settimanali
| Classifica (1999) | Posizione massima |
| ----------------- | ----------------- |
| Europa            | 45                |
| Italia            | 4                 |